# 彭家傑
彭家傑（Vincent Piket），荷蘭政治家、外交家，曾經擔任歐洲聯盟駐香港及澳門辦事處主任。彭家傑加入歐洲聯盟後，曾經在東歐和中歐工作超過10年，後來在亞洲擔任重要的外交職位。

## 經歷
1992年加入歐洲聯盟；1998年至2001年擔任歐盟委員會駐斯洛文尼亞代表團參贊；2001年至2005年擔任歐盟委員會駐俄羅斯代表團副團長；2005年至2008年擔任歐洲委員會中亞區域經濟合作計劃組組長；2008年至2012年擔任歐洲聯盟駐馬來西亞大使；2012年9月至2016年7月出任歐盟駐香港和澳門辦事處主任。2016年7月任期屆滿後前往比利時布魯塞爾工作。

## 外部連結
- European Union - EEAS (European External Action Service) （页面存档备份，存于）
- 宋哲會見歐盟駐港辦事處主任彭家傑 - 香港新聞網 （页面存档备份，存于）
- 彭家傑冀港人理性協商普選 - 新報新聞
- 歐盟駐港代表訪問警隊 - 香港警務處 （页面存档备份，存于）

| 外交職務      | 外交職務                                     | 外交職務         |
| ------------- | -------------------------------------------- | ---------------- |
| 前任： 簡倩蕾 | 歐洲聯盟駐香港和澳門辦事處主任 2012年—2016年 | 繼任： 卡門·卡諾 |